# Верни, Саша
Саша Верни (фр. Sacha Vierny, 10 августа 1919, Буа-лё-Руа, Сена и Марна — 15 мая 2001, Париж) — французский кинооператор, снявший такие шедевры мирового кинематографа, как «Хиросима, любовь моя», «В прошлом году в Мариенбаде» и «Дневная красавица».

## Биография
Родился в семье еврейских иммигрантов из Российской империи. Закончил Парижскую киношколу, снимал документальные ленты в Африке. В общей сложности работал над 70 полнометражными и телевизионными картинами. Наиболее известны его работы в фильмах Алена Рене и Питера Гринуэя.

## Семья
- Первая жена (1938—1940) — модель и искусствовед Дина Верни (урождённая Айбиндер)[7]. Снялась в двух фильмах своего мужа. Брак распался через два года в период немецкой оккупации, когда Дина Верни бежала на юг страны, а Саша остался в оккупированном Париже, скрываясь у друзей от депортации[8].
- Вторая жена (с 1971 года) — Коринна Жаме-Верни (род. 1944), молекулярный биолог, дочь друзей Верни — арфиста и фотографа Пьера Жаме и актрисы Иды Клячко, сестра арфистки Мари-Клер Жаме[9][10].

## Избранная фильмография
- Ночь и туман (1955, вместе с Гисленом Клоке, реж. Ален Рене)
- Письмо из Сибири (1957, документальный, реж. Крис Маркер)
- Хиросима, любовь моя (1959, Ален Рене)
- В прошлом году в Мариенбаде (1961, Ален Рене)
- Мюриэль, или Время возвращения (1963, Ален Рене)
- Война окончена (1966, Ален Рене)
- La Musica (1967, Маргерит Дюрас)
- Дневная красавица (1967, Луис Бунюэль)
- Стависки (1974, Ален Рене)
- Бакстер, Вера Бакстер (1977, Маргерит Дюрас)
- Неисполненные обещания (1978, Рауль Руис)
- Гипотеза об украденной картине (1979, Рауль Руис)
- Мой американский дядюшка (1980, Ален Рене, номинирован на премию Сезар)
- Отчим (1981, Бертран Блие)
- Три короны моряка (1983, Рауль Руис)
- Любить до смерти (1984, Ален Рене, номинирован на премию Сезар)
- Публичная женщина (1984, Анджей Жулавский)
- Зет и два нуля (1985, Питер Гринуэй)
- Живот архитектора (1987, Питер Гринуэй)
- Отсчет утопленников (1988, Питер Гринуэй)
- Повар, вор, его жена и её любовник (1989, Питер Гринуэй)
- Книги Просперо (1991, Питер Гринуэй)
- Дитя Макона (1993, Питер Гринуэй)
- Записки у изголовья (Интимный дневник) (1996, Питер Гринуэй)
- Восемь с половиной женщин (1999, Питер Гринуэй)
- Человек, который плакал (2000, Салли Поттер)

## Признание
Две номинации на премию Сезар (1980, 1984). Премии Каталонского МКФ в Ситжесе (1989, 1993, 1996).

## Публикации на русском языке
- In Memoriam Саша Верни // Киноведческие записки, 2002, № 56